# Sappi
Sappi Limited je jihoafrická papírenská společnost. Byla založena 17. prosince 1936 ve městě Springs u Johannesburgu. Její původní název zněl South African Pulp and Paper Industries Limited (Jihoafrický průmysl papíru a dřevoviny), od roku 1973 vystupuje pod zkratkou Sappi.
Sappi je největším světovým výrobcem viskózové buničiny využívané v textilním průmyslu. Jejím patentem je materiál Treekind, který může nahradit zvířecí kůži a na rozdíl od koženky je biologicky rozložitelný. Vyrábí také potahovaný papír, sublimační papír, samolepky nebo lepenku. Zákazníky má ve více než 100 zemích.
Firma se dělí na pět divizí: Sappi Fine Paper, Sappi Forest Products, Sappi Specialised Cellulose, Sappi Paper and Paper Packaging a Sappi Trading. Má provozy v německém Alfeldu, rakouském Gratkornu, finském Kangasniemi a Westbrooku v USA. Sappi má přibližně 12 800 zaměstnanců, z toho 1 870 v Jihoafrické republice. Zisk před úroky a zdaněním za rok 2023 činil 380 milionů amerických dolarů. Firma je kótována na johannesburské burze.